# NK Adriatic Split
NK Adriatic Split je hrvatski nogometni klub. U sezoni 2020./21. se natječe u 2. ŽNL Splitsko-dalmatinska.

## Povijest
NK Adriatic je osnovan je 25. svibnja 2010. godine. Brzo nakon osnutka NK Adriatic je stekao veliku popularnost među mladim nogometašima, pa je interes dječaka za upis u klub nadmašio sva početna očekivanja. Klub se natječe u 1.županijskoj ligi Splitsko-dalmatinske županije.
Osnivač kluba je Franko Bogdan.

## Stadion
NK Adriatic svoje utakmice kao domaćin igra na terenu CTS (pomoćnom terenu RNK Split) stadiona Park mladeži. 17. srpnja 2015. NK Adriatic je potpisao ugovor o športskoj suradnji sa splitskim Hajdukom u kojem su se dogovorili o razmjeni mladih igrača te će NK Adriatic svoje domaće utakmice Prve lige pionira i kadeta igrati na Poljudu, tako da struka Hajduka prati njihov daljnji razvoj.

## Škola nogometa
Natječu se u uzrastima pionira, kadeta i juniora. Za NK Adriatic se može reći da se već u prvoj natjecateljskoj sezoni pozicionirao među tri najjača omladinska pogona u Dalmaciji, s tim da je u programu kluba i organizacija dvaju dječjih turnira, Adriatic Cupa, koji je održan u veljači 2011. (Lokomotiv Moskva je osvojio turnir), te natjecanje za najmlađe „Prvi koraci“, koje je popularnost steklo još u vrijeme dok je alfa i omega kluba Franko Bogdan vodio školu nogometa vranjičkog Omladinca. Taj uskrsni turnir ujedno je i najmasovnije nogometno natjecanje na ovim prostorima.

## Uspjesi
2. ŽNL Splitsko-dalmatinska
- prvak: 2012./13.

## Pregled plasmana
| sezona    | rang lige | liga                        | poz.     | klubova u ligi | ut       | pob      | ner      | por      | gol+     | gol-     | bod      | napomene                        | izvori   |
| Adriatic  | Adriatic  | Adriatic                    | Adriatic | Adriatic       | Adriatic | Adriatic | Adriatic | Adriatic | Adriatic | Adriatic | Adriatic | Adriatic                        | Adriatic |
| --------- | --------- | --------------------------- | -------- | -------------- | -------- | -------- | -------- | -------- | -------- | -------- | -------- | ------------------------------- | -------- |
| 2011./12. | V.        | ŽNL Splitsko-dalmatinska    | 3.       | 8              | 28       | 18       | 4        | 6        | 65       | 23       | 58       |                                 |          |
| 2012./13. | V.        | 2. ŽNL Splitsko-dalmatinska | 1.       | 7              | 18       | 13       | 3        | 2        | 58       | 20       | 42       |                                 |          |
| 2013./14. | V.        | 2. ŽNL Splitsko-dalmatinska | 6.       | 9              | 24       | 8        | 5        | 11       | 56       | 46       | 29       |                                 |          |
| 2014./15. | V.        | 2. ŽNL Splitsko-dalmatinska | 4.       | 8              | 28       | 10       | 7        | 11       | 47       | 40       | 37       |                                 |          |
| 2015./16. | V.        | 2. ŽNL Splitsko-dalmatinska | 4.       | 6              | 20       | 8        | 2        | 10       | 31       | 36       | 26       |                                 |          |
| 2016./17. | V.        | 2. ŽNL Splitsko-dalmatinska | 5.       | 9              | 24       | 9        | 1        | 14       | 49       | 56       | 28       |                                 |          |
| 2017./18. | V.        | 2. ŽNL Splitsko-dalmatinska | 12.      | 12             | 11       | 4        | 0        | 7        | 15       | 25       | 12       | odustali uoči proljetnog dijela |          |
| 2018./19. | V.        | 2. ŽNL Splitsko-dalmatinska | 7.       | 8              | 21       | 6        | 3        | 12       | 33       | 53       | 15 (-6)  |                                 |          |
| 2019./20. | V.        | 2. ŽNL Splitsko-dalmatinska |          | 11             | 20       |          |          |          |          |          |          |                                 |          |
|           |           |                             |          |                |          |          |          |          |          |          |          |                                 |          |
|           |           |                             |          |                |          |          |          |          |          |          |          |                                 |          |

## Poznati igrači
U Adriaticu je kao junior igrao Darko Nejašmić.

## Vanjske poveznice
- Službena stranica
- NK Adriatic na Facebooku
- NK Adriatic na Transfermarktu
- NK Adriatic na Fininfo